# PeaZip
PeaZip은 자유, 오픈 소스의 파일 관리 프로그램 및 압축 소프트웨어이다.

## 같이 보기
- 압축 소프트웨어의 비교